# Janthinisca
Janthinisca is een geslacht van vlinders van de familie tandvlinders (Notodontidae), uit de onderfamilie Notodontinae.

## Soorten
- J. badia Kiriakoff, 1979
- J. flavescens Kiriakoff, 1960
- J. flavipennis (Hampson, 1910)
- J. gerda Kiriakoff, 1979
- J. griveaudi Kiriakoff, 1968
- J. lilacea Kiriakoff, 1959
- J. linda Kiriakoff, 1979
- J. politzari Kiriakoff, 1979
- J. postlutea (Kiriakoff, 1959)
- J. rosita Kiriakoff, 1968
- J. signifera (Holland, 1893)